# Innocent Tears (ゲーム)
『Innocent Tears』（イノセントティアーズ）は、2002年12月5日に広美から発売されたXbox專用のシミュレーションRPG。キャラクターデザイン・3Dキャラ監修は漫画家のうたたねひろゆき、原画は山内則康が務めている。
ゲームは、ストーリーがフルボイスで進行するイベントシーンと、3Dならではの特徴を活かした演出のシミュレーションシーンの二つで構成されている。各ステージはワールドマップ画面で移動することになる。ステージをクリアすれば移動範囲が広がり、ストーリーも進展していく。
販促非売品ポスターより2002年11月14日発売予定で書かれており、キャッチコピーは「純白の使徒…それは天からの恐怖。」。かつて人間だったときは恋人や友人、姉弟だった人々が、東京の異変後に天使と堕天使に別れてお互いが戦うことになるストーリーは、愛や友情について考えさせられるものになっている。

## ストーリー
不思議な力によって一瞬にして崩壊してしまった東京。生き残った人々は恐怖に脅えながら生きていた。かつて聖なる存在と信じた天使たちが人間を食べるために毎日襲ってくる。堕天使の神楽晴明は、そんな天使たちを憎み退治しながら、かつての恋人、火村かがりを探していた。彼女を見つけて、どうするつもりかもわからずに…。

## 登場人物
神楽 晴明（かぐら はるあき）
声 - 野島健児
プレーヤーキャラ。18歳の高校生だったが、異変後は堕天使に、陰陽道と居合術に長け堕天使の中では最強の力を持つ。
火村 かがり（ほむら かがり）
声 - 井上喜久子
18歳の高校生だったが、異変後は天使になった。愛するが故に晴明を殺したいと思っている。
陵 優美（みささぎ ゆみ）
声 - 大本眞基子
22歳の大学生で、異変後は、晴明とおなじ堕天使。優しく落ち着いた女性で、晴明に想いを寄せている。
神楽 慧（かぐら あきら）
声 - 緒方恵美
優等生で理屈っぽいが正義感は強い。サラを一途に愛している。
九条 サラ（くじょう さら）
声 - 岡田純子
大人しく従順だが、慧が危険になると悪魔のように性格が豹変する。
加賀 史郎（かがし ろう）
声 - 伊藤健太郎
過激なロックシンガーだが、雪子のまえでは静かで優しい男になる。
加賀 雪子（かがゆ きこ）
声 - 富沢美智恵
物静かな撫子だが、史郎を弟ではなく男として愛するようになる。
陸海 葵（くがみ あおい）
声 - 南央美
大人しくて友人が少なく、砂姫との友情を非常に大事にしている。
吉野 砂姫（よしの さき）
声 - 前田愛
11歳の小学生。元気で生意気な少女だが根は優しい。
平 勝利（たいら かつとし）
声 - 磯部弘
殺し屋だが、女は殺さない、子どもは守るなどの信念を持っている。
鷹司 綺羅（たかつかさ きら）
声 - 鈴木麻里子
勝利をひたすら追いまわし、殺し屋を止めさせようとしている巫女。
橘 美樹（たちばな みき）
声 - 野田順子
14歳の中学生。道徳的で真面目だが暴漢に襲われ人間不信になる。
橘 真樹（たちばな まき）
声 - 野田順子
11歳の小学生。姉を慕い、美樹に近寄るすべての男が許せない。
ヨハネス 上泉（よはねす かみいずみ）
声 - 若本規夫
神父だが、天使に家族を殺され、神に対する信仰が揺らいでしまう。
クロード（くろーど）
声 - 増谷康紀
スペイン生まれの貴族。残忍な性格で、エリート意識が強い。
鷹司 貴之（たかつかさ たかゆき）
声 - 成田浬
- ゲスト：疋田由香里、服巻浩司、滝下毅、GAE社員有志